# Pável Petróvich Mélnikov

Pável Petróvich Mélnikov (en ruso: Павел Петрович Мельников; 22 de juliojul./ 3 de agosto de 1804greg. - 22 de juliojul./ 3 de agosto de 1880greg.) fue un ingeniero y administrador ruso, que en su calidad de Ministro de Transporte contribuyó en gran medida a la introducción de la construcción del ferrocarril en la Rusia imperial.

## Semblanza
En 1825, Mélnikov se graduó a la cabeza de su clase en el Instituto de Ingenieros de Transporte en la Escuela de Rutas de Comunicación con el rango de Teniente del Cuerpo de Ingenieros de Transporte. Permaneció como profesor en el Instituto, convirtiéndose en profesor de mecánica aplicada en 1833. También participó en varios proyectos de construcción para mejorar la red rusa de ríos y canales. En 1833 se incorporó a la Escuela de Artillería de San Petersburgo, encargándosele la reparación de la cúpula de madera de la catedral de la Santa Trinidad de San Petersburgo. En el verano de 1839, Mélnikov y otro coronel, Nikolái Osipóvich Kraft (1798-1857), se desplazaron a los Estados Unidos para inspeccionar su sistema ferroviario y recomendar la tecnología que se utilizaría en Rusia. Los viajeros regresaron en el otoño de 1840. 
El informe sobre los ferrocarriles estadounidenses que Mélnikov compiló tras regresar con Kraft a su tierra natal para su presentación a las autoridades imperiales rusas, es una vasta contribución a la historia industrial y del transporte de los Estados Unidos. Escrito a mano en 1841 (el manuscrito se conserva en la biblioteca de la Universidad Estatal de Transporte de San Petersburgo), este trabajo de 3 partes y 664 páginas se titula Descripción técnica de los ferrocarriles de los Estados norteamericanos (Opisanie v tekhnicheskom otnoshenii zheleznykh dorog Severoamerikanskikh Shtatov). En 1842, la revista Zhurnal Putei Soobshcheniya (Revista de Transporte) proporcionó a los lectores un amplio acceso a los hallazgos de Mélnikov al publicarlos en forma de una serie de artículos. 
Mélnikov fue lo suficientemente observador con respecto a Estados Unidos como para anotar (página 65 del artículo de revista, volumen I, libro I), que Estados Unidos era una nación que estaba "poco inclinada a ser sometida a la influencia de la rutina", es decir, tenía un dinamismo palpable. 
Según su experiencia, sugirió la adopción de un ferrocarril de vía ancha con una medida de 5 pies o 1524 mm (que llegaría a ser conocido posteriormente como ancho ruso) para la línea planeada entre Moscú y San Petersburgo (anteriormente solo se había construido una pequeña línea que conectaba San Petersburgo con Tsarskoe Selo en 1836-1837, proyectada por Franz Anton von Gerstner. La medida de cinco pies se aprobó como el nuevo estándar de vía en Rusia el 12 de septiembre de 1842. 
Cuando comenzó la construcción del Ferrocarril Moscú-San Petersburgo en 1842, Mélnikov fue designado para gestionar la construcción de su parte norte. Desde 1862 actuó como Jefe Gerente del Ferrocarril; desde 1866 hasta 1869 ocupó el cargo de Ministro de Transporte; y formó parte del Comité de Ferrocarriles desde 1870 hasta 1875. 
Mélnikov también contribuyó a los sistemas de transporte de agua y a otros proyectos de ingeniería. Es autor de los primeros libros sobre construcción de ferrocarriles escritos en ruso.